# 全国中学生弓道大会
全国中学生弓道大会（ぜんこくちゅうがくせいきゅうどうたいかい）は、毎年8月に東京の明治神宮で開催される弓道の中学生の日本一を決める大会。ジュニアオリンピックの一環として行われている。

## 概要
2024年現在で、過去21回大会が開かれている。近的競技で男女それぞれ個人戦・団体戦の2部門がある。
個人戦では男子が八射六中以上・女子が八射五中以上で予選通過とし、決勝は射詰により行われる。男女それぞれ八位までを入賞とし、予選通過者が8人に満たない場合は予選未通過者のうちの的中数上位者で遠近競射を行う。そのため、予選未通過者の中からも入賞者が出る場合がある。団体戦では的中数上位の16団体を予選通過とし、決勝は射詰により行われる。男女それぞれ八位までが入賞となる。

## 要項
- 開催時期
  - 8月
- 開催会場
  - 東京都 明治神宮弓道場（至誠館第一弓道場並びに全日本弓道連盟中央道場）
- 出場選手
  - 個人:各県代表男女各1名
  - 団体:各県代表男女各1団体
- 日程
  - 1日目:個人・団体予選
  - 2日目:個人・団体決勝
- 主催
  - 公益財団法人 全日本弓道連盟